# Liste des sites mégalithiques des Pouilles
Cette liste non exhaustive recense les principaux sites mégalithiques dans les Pouilles.

## Cartographie
Localisation des principaux sites mégalithiques des Pouilles
| : Complexes mégalithiques · : Alignements, Henges · : Dolmens, Menhirs, Tumulus, Cairns · : Constructions et Murs cyclopéens |

## Liste
| Nom                                    | Province             | Commune               | Type   | Notes                                                    | Coords.                      | Illus. |
| -------------------------------------- | -------------------- | --------------------- | ------ | -------------------------------------------------------- | ---------------------------- | ------ |
| Menhir de la via Titolo                | Bari                 | Bari                  | Menhir |                                                          | 41° 09′ 33″ N, 16° 45′ 46″ E |        |
| Pietrefitte 1                          | Bitonto / Terlizzi   | Bari                  | Menhir |                                                          | 41° 05′ 59″ N, 16° 34′ 27″ E |        |
| Pietrefitte 3                          | Bitonto              | Bari                  | Menhir |                                                          | 41° 05′ 24″ N, 16° 34′ 04″ E |        |
| Pietrefitte 8                          | Bitonto              | Bari                  | Menhir |                                                          | 41° 03′ 02″ N, 16° 32′ 27″ E |        |
| Pietrefitte 10                         | Bitonto              | Bari                  | Menhir |                                                          | 41° 02′ 37″ N, 16° 30′ 52″ E |        |
| Pietrefitte 11                         | Bitonto              | Bari                  | Menhir |                                                          | 41° 03′ 40″ N, 16° 35′ 30″ E |        |
| Pietrefitte 12                         | Bitonto              | Bari                  | Menhir |                                                          | 41° 03′ 57″ N, 16° 34′ 33″ E |        |
| Dolmen de Corato                       | Corato               | Bari                  | Dolmen |                                                          | 41° 10′ 08″ N, 16° 27′ 36″ E |        |
| Dolmen de San Silvestro                | Giovinazzo           | Bari                  | Dolmen |                                                          | 41° 10′ 04″ N, 16° 39′ 08″ E |        |
| Il Monaco (it)                         | Modugno              | Bari                  | Menhir |                                                          | 41° 05′ 36″ N, 16° 45′ 09″ E |        |
| Pietrefitte 2                          | Terlizzi             | Bari                  | Menhir |                                                          | 41° 05′ 44″ N, 16° 34′ 13″ E |        |
| Pietrefitte 4                          | Terlizzi             | Bari                  | Menhir |                                                          | 41° 04′ 53″ N, 16° 34′ 03″ E |        |
| Pietrefitte 5                          | Terlizzi             | Bari                  | Menhir |                                                          | 41° 04′ 04″ N, 16° 33′ 21″ E |        |
| Pietrefitte 6                          | Terlizzi             | Bari                  | Menhir |                                                          | 41° 03′ 37″ N, 16° 32′ 52″ E |        |
| Pietrefitte 7                          | Terlizzi             | Bari                  | Menhir |                                                          | 41° 03′ 16″ N, 16° 32′ 39″ E |        |
| Pietrefitte 9                          | Terlizzi             | Bari                  | Menhir |                                                          | 41° 03′ 02″ N, 16° 32′ 15″ E |        |
| Dolmen d'Albarosa                      | Bisceglie            | Barletta-Andria-Trani | Dolmen |                                                          | 41° 11′ 08″ N, 16° 29′ 06″ E |        |
| Dolmen de Chianca                      | Bisceglie            | Barletta-Andria-Trani | Dolmen |                                                          | 41° 11′ 39″ N, 16° 29′ 14″ E |        |
| Dolmen Frisari                         | Bisceglie            | Barletta-Andria-Trani | Dolmen |                                                          | 41° 10′ 49″ N, 16° 30′ 35″ E |        |
| Dolmen de Montalbano                   | Fasano               | Brindisi              | Dolmen |                                                          | 40° 47′ 20″ N, 17° 29′ 15″ E |        |
| Menhir de Bagnolo                      | Bagnolo del Salento  | Lecce                 | Menhir |                                                          | 40° 09′ 13″ N, 18° 20′ 45″ E |        |
| Menhir della Luce                      | Castri di Lecce      | Lecce                 | Menhir |                                                          | 40° 16′ 22″ N, 18° 15′ 32″ E |        |
| Menhir Mensi                           | Castrignano del Capo | Lecce                 | Menhir |                                                          | 39° 50′ 56″ N, 18° 20′ 15″ E |        |
| Menhir d'Ussano                        | Cavallino            | Lecce                 | Menhir |                                                          | 40° 16′ 33″ N, 18° 12′ 04″ E |        |
| Dolmens Caroppo                        | Corigliano d'Otranto | Lecce                 | Dolmen | Ensemble de deux dolmens ; également nommés dolmens Plau | 40° 09′ 04″ N, 18° 16′ 02″ E |        |
| Menhir Croce alle Tajate               | Cursi                | Lecce                 | Menhir |                                                          | 40° 08′ 57″ N, 18° 18′ 07″ E |        |
| Menhir Croce di Bagnolo                | Cursi                | Lecce                 | Menhir |                                                          | 40° 09′ 03″ N, 18° 19′ 47″ E |        |
| Menhir de Vardare (de)                 | Diso                 | Lecce                 | Menhir |                                                          | 40° 00′ 48″ N, 18° 23′ 27″ E |        |
| Menhir del Foggiaro                    | Gagliano del Capo    | Lecce                 | Menhir | Ou menhir della Croce ; menhir christianisé              | 39° 50′ 53″ N, 18° 21′ 40″ E |        |
| Dolmen Stabile                         | Giuggianello         | Lecce                 | Dolmen |                                                          | 40° 07′ 19″ N, 18° 24′ 35″ E |        |
| Menhir di Polisano                     | Giuggianello         | Lecce                 | Menhir |                                                          | 40° 06′ 08″ N, 18° 22′ 05″ E |        |
| Dolmen Grassi                          | Giurdignano          | Lecce                 | Dolmen |                                                          | 40° 06′ 46″ N, 18° 25′ 08″ E |        |
| Dolmen Orfine                          | Giurdignano          | Lecce                 | Dolmen |                                                          | 40° 06′ 39″ N, 18° 25′ 49″ E |        |
| Dolmen Peschio                         | Giurdignano          | Lecce                 | Dolmen |                                                          | 40° 06′ 44″ N, 18° 25′ 59″ E |        |
| Menhir della Fausa                     | Giurdignano          | Lecce                 | Menhir |                                                          | 40° 07′ 36″ N, 18° 26′ 03″ E |        |
| Menhir della Madonna di Costantinopoli | Giurdignano          | Lecce                 | Menhir |                                                          | 40° 07′ 09″ N, 18° 26′ 02″ E |        |
| Menhir San Paolo                       | Giurdignano          | Lecce                 | Menhir |                                                          | 40° 07′ 16″ N, 18° 25′ 40″ E |        |
| Menhir San Vicenzo                     | Giurdignano          | Lecce                 | Menhir |                                                          | 40° 07′ 16″ N, 18° 25′ 40″ E |        |
| Menhir Vicinanze 1                     | Giurdignano          | Lecce                 | Menhir |                                                          | 40° 07′ 21″ N, 18° 25′ 27″ E |        |
| Menhir Vicinanze 2                     | Giurdignano          | Lecce                 | Menhir |                                                          | 40° 07′ 23″ N, 18° 25′ 18″ E |        |
| Menhirs Vico Nuovo                     | Giurdignano          | Lecce                 | Menhir | Deux menhirs                                             | 40° 07′ 24″ N, 18° 25′ 48″ E |        |
| Dolmen Canali                          | Maglie               | Lecce                 | Dolmen |                                                          | 40° 06′ 40″ N, 18° 17′ 19″ E |        |
| Dolmen Chianca                         | Maglie               | Lecce                 | Dolmen |                                                          | 40° 06′ 37″ N, 18° 17′ 39″ E |        |
| Dolmen Grotta Fronte                   | Maglie               | Lecce                 | Dolmen |                                                          | 40° 07′ 51″ N, 18° 16′ 53″ E |        |
| Dolmen Masseria Nuova                  | Maglie               | Lecce                 | Dolmen |                                                          | 40° 08′ 05″ N, 18° 16′ 43″ E |        |
| Menhir Calamauri                       | Maglie               | Lecce                 | Menhir |                                                          | 40° 08′ 18″ N, 18° 17′ 25″ E |        |
| Menhir della Franite (de)              | Maglie               | Lecce                 | Menhir | Ou menhir de Crocemuzza                                  | 40° 06′ 35″ N, 18° 18′ 36″ E |        |
| Menhir Spruno                          | Maglie               | Lecce                 | Menhir |                                                          | 40° 08′ 14″ N, 18° 20′ 17″ E |        |
| Menhir San Totaro (de)                 | Martano              | Lecce                 | Menhir | Ou menhir del Teofilo                                    | 40° 11′ 55″ N, 18° 18′ 16″ E |        |
| Dolmen Gurgulante                      | Melendugno           | Lecce                 | Dolmen |                                                          | 40° 16′ 06″ N, 18° 19′ 18″ E |        |
| Dolmen Placa (de)                      | Melendugno           | Lecce                 | Dolmen |                                                          | 40° 15′ 31″ N, 18° 18′ 34″ E |        |
| Menhir Candelora                       | Melpignano           | Lecce                 | Menhir |                                                          | 40° 09′ 31″ N, 18° 17′ 45″ E |        |
| Menhir Lama                            | Melpignano           | Lecce                 | Menhir |                                                          | 40° 09′ 28″ N, 18° 17′ 19″ E |        |
| Menhir Minonna                         | Melpignano           | Lecce                 | Menhir |                                                          | 40° 09′ 41″ N, 18° 17′ 34″ E |        |
| Menhir Scineo                          | Melpignano           | Lecce                 | Menhir |                                                          | 40° 09′ 48″ N, 18° 17′ 07″ E |        |
| Dolmen Li Scusi                        | Minervino di Lecce   | Lecce                 | Dolmen |                                                          | 40° 05′ 43″ N, 18° 25′ 58″ E |        |
| Menhir Croce                           | Minervino di Lecce   | Lecce                 | Menhir |                                                          | 40° 03′ 52″ N, 18° 25′ 49″ E |        |
| Menhir Monticelli                      | Minervino di Lecce   | Lecce                 | Menhir |                                                          | 40° 05′ 22″ N, 18° 26′ 16″ E |        |
| Menhir Pizzilonghi-Urpinara            | Minervino di Lecce   | Lecce                 | Menhir |                                                          | 40° 03′ 48″ N, 18° 25′ 39″ E |        |
| Menhir Croce di Sant'Antonio           | Muro Leccese         | Lecce                 | Menhir |                                                          | 40° 05′ 56″ N, 18° 21′ 13″ E |        |
| Menhir Crocefisso (de)                 | Muro Leccese         | Lecce                 | Menhir |                                                          | 40° 06′ 40″ N, 18° 20′ 13″ E |        |
| Menhir Giallini (de)                   | Muro Leccese         | Lecce                 | Menhir |                                                          | 40° 06′ 28″ N, 18° 20′ 10″ E |        |
| Menhir Largo Trice (de)                | Muro Leccese         | Lecce                 | Menhir |                                                          | 40° 05′ 52″ N, 18° 20′ 23″ E |        |
| Menhir Miggiano (de)                   | Muro Leccese         | Lecce                 | Menhir |                                                          | 40° 05′ 41″ N, 18° 19′ 37″ E |        |
| Dolmen Ospina (de)                     | Racale               | Lecce                 | Dolmen |                                                          | 39° 57′ 58″ N, 18° 03′ 47″ E |        |
| Menhir de Castelforte                  | Racale               | Lecce                 | Menhir |                                                          |                              |        |
| Menhir Paramonte                       | Racale               | Lecce                 | Menhir |                                                          |                              |        |
| Manfio di Ruffano                      | Ruffano              | Lecce                 | Menhir |                                                          |                              |        |
| Dolmen Piedi Grandi                    | Spongano             | Lecce                 | Dolmen |                                                          | 40° 00′ 16″ N, 18° 21′ 05″ E |        |
| Menhir di Spongano                     | Spongano             | Lecce                 | Menhir |                                                          | 40° 01′ 07″ N, 18° 22′ 09″ E |        |
| Dolmen San Giovanni                    | Statte               | Lecce                 | Dolmen |                                                          | 40° 33′ 11″ N, 17° 10′ 04″ E |        |
| Menhir Coelimanna                      | Supersano            | Lecce                 | Menhir |                                                          | 40° 01′ 17″ N, 18° 14′ 01″ E |        |
| Menhir Croce di Principano             | Tricase              | Lecce                 | Menhir |                                                          | 39° 58′ 08″ N, 18° 21′ 11″ E |        |
| Menhir di San Giovanni Malcantone      | Uggiano la Chiesa    | Lecce                 | Menhir |                                                          | 40° 05′ 07″ N, 18° 26′ 41″ E |        |
| Menhir Materdomini                     | Vernole              | Lecce                 | Menhir |                                                          | 40° 18′ 13″ N, 18° 16′ 08″ E |        |
| Menhir della Stazione (de)             | Zollino              | Lecce                 | Menhir |                                                          | 40° 11′ 57″ N, 18° 14′ 07″ E |        |
| Menhir Sant'Anna (de)                  | Zollino              | Lecce                 | Menhir |                                                          | 40° 12′ 07″ N, 18° 15′ 04″ E |        |